# Ivar Kreuger
Ivar Kreuger (Kalmar, 1880 - Paris, 1932) foi um homem de negócios e industrialista sueco do período entre as duas guerras mundiais.
Conhecido como o ”rei dos fósforos”, Ivar Kreuger construiu uma empresa multinacional de produção de fósforos, com monopólio em vários países.

Após o suicídio de Ivar Kreuger em 1932 na cidade de Paris, veio à luz uma série de fraudes à voltas do seu império empresarial, e um grande crash atingiu numerosas empresas e investidores individuais.